# Wilfrid Rall
Wilfrid Rall (* 29. August 1922 in Los Angeles, Kalifornien; † 1. April 2018) war ein US-amerikanischer Neurowissenschaftler, der den größten Teil seiner Karriere an den amerikanischen National Institutes of Health verbracht hat. Er gilt als einer der Begründer der Computational Neuroscience und hat maßgebliche Beiträge zur Erforschung der Funktion der Dendriten von Nervenzellen für die räumliche und zeitliche Integration von Informationen geleistet. Rall führte die Kabeltheorie in die Computational Neuroscience ein und entwickelte Neuronenmodelle, die aus aktiven und passiven Kompartimenten zusammengesetzt waren.
2008 wurde er mit der Aufnahme in die American Academy of Arts and Sciences geehrt.

## Leben
Rall studierte Physik an der Yale University, wo er Vorsitzender der Yale Political Union’s Labor Party war und 1943 mit höchsten Auszeichnungen abschloss. Im Zweiten Weltkrieg war er am Manhattan-Projekt an der University of Chicago beteiligt und arbeitete anschließend mit K. S. Cole in Woods Hole zusammen. Danach ging er an die University of Otago im neuseeländischen Dunedin und arbeitete als Doktorand beim späteren Nobelpreisträger John Carew Eccles, wo er auch nach Eccles’ Weggang nach Australien verblieb und schließlich Leiter der Abteilung wurde. 1954 verbrachte er ein Sabbatical-Jahr am University College London in der Biophysikabteilung, die von Bernard Katz geleitet wurde. Nach seiner Zeit in Dunedin zog er nach Bethesda in Maryland und begann seine Arbeit an den National Institutes of Health, wo er bis zu seiner Pensionierung 1994 blieb.

## Werk
Wilfrid Ralls wissenschaftliche Forschungen konzentrierten sich auf die elektrischen Eigenschaften der Nervenzellen, und insbesondere die Erregbarkeit der neuronalen Dendriten. Seine Arbeiten führten zu einer Reihe von bedeutsamen wissenschaftlichen Durchbrüchen. Dazu gehörte insbesondere die Anwendung der Kabeltheorie in der Modellierung von Nervenzellen (Rall 1957, 1959, 1960), die biologisch realistische, räumlich ausgedehnte Neuronenmodelle ermöglicht, die auch der gemessenen Morphologie Rechnung trägt. Außerdem stellte er erste theoretische Forschungen zu aktiven Dendriten (Rall and Shepherd, 1968) und aktiven dendritischer Spines (Rall 1974; Miller, Rall and Rinzel, 1985) an. Diese Arbeiten stellten das bis dahin gültige Meinung infrage, dass Aktionspotentiale nur im Axon einer Nervenzelle erzeugt werden können.

## Schriften (Auswahl)
- Wilfrid Rall: A statistical theory of monosynaptic input-output relations. J. Cell. Comp. Physiol. 46 (1955), 373-411.
- Wilfrid Rall: Experimental monosynaptic input-output relations in the mammalian spinal cord. J. Cell. Comp. Physiol. 46 (1955), 413-437.
- Wilfrid Rall: Membrane time constant of motoneurons. Science 126 (1957), 454.
- Wilfrid Rall: Branching dendritic trees and motoneuron membrane resistivity. Exp. Neurol. 1 (1959), 491-527.
- Wilfrid Rall:  Membrane potential transients and membrane time constant of motoneurons. Exp. Neurol. 2 (1960), 503-532.
- Wilfrid Rall: Theory of physiological properties of dendrites. Ann. N.Y. Acad. Sci. 96 (1962), 1071–1092.
- Wilfrid Rall: Theoretical significance of dendritic trees for neuronal input-output relations. In: R. F. Reiss: Neural Theory and Modeling. Stanford Univ. Press. (1964)
- Wilfrid Rall, G. M. Shepherd, T. S. Reese, and M. W. Brightman: Dendro-dendritic synaptic pathway for inhibition in the olfactory bulb. Exptl. Neurol. 14 (1966), 44-56.